# De vos en het paard
De vos en het paard is een sprookje uit Kinder- und Hausmärchen (KHM132), opgetekend door de gebroeders Grimm.

## Het verhaal
Een boer wil zijn paard verkopen omdat het dier oud geworden is. Als het dier een leeuw kan brengen aan zijn baas, kan het blijven. Het paard ontmoet een vos in het bos en vertelt dat gierigheid en trouw niet samen in één huis kunnen wonen. Na jarenlange trouwe dienst is hij weggejaagd. De vos wil het paard wel helpen een leeuw te vangen en zegt het paard roerloos op de grond te gaan liggen. De vos haalt de leeuw uit zijn hol en bindt de staart van het paard aan hem vast, zodat hij het dier naar zijn hol kan slepen. Maar de vos bindt de poten van de leeuw vast en zo kan de schimmel de leeuw naar zijn baas slepen. Het paard mag dan blijven en krijgt genoeg te eten tot het sterft.

## Achtergronden bij het sprookje
- Het sprookje komt uit Münster.
- De ondankbare meester komt ook voor in De Bremer straatmuzikanten (KHM27) en De oude Sultan (KHM48).
- Bedrog met behulp van schijndood komt ook voor in de Van den vos Reynaerde-fabels.